# Luis Franco y López
Luis Franco y López (Zaragoza, 1818-Zaragoza, 1898) fue un jurista y político español.

## Reseña biográfica
Nació en Zaragoza, hijo de un comerciante del Barrio de San Pablo. Cursó estudios de Leyes en la Universidad de Zaragoza.
Contrajo matrimonio con María del Pilar Valón y Espés, II baronesa de Mora, título por el que también se le conoció a él como barón consorte. Pilar era hija de Félix Valón y Gramontel, I barón de Mora (capitán que luchó en la Guerra de la Independencia, nacido en Barbastro) y de Margarita de Espés, hija del duque de Alagón. 
En 1841 publicó, en colaboración con Felipe Guillén Caravantes, Instituciones de Derecho civil aragonés, importante obra ya que constituía un compendio de derecho foral, algo hasta la fecha inexistente. Ingresó ese mismo año en la Academia Jurídico-Práctica Aragonesa, de la que fue presidente entre 1884 y 1886. Miembro de la Real Sociedad Económica Aragonesa de Amigos del Paísdesde 1841 y director de la misma durante 1890 y 1892. Letrado del Ayuntamiento de Zaragoza desde 1848 hasta 1880 y decano del Colegio de Abogados en 1861 y 1863.
Su conocimiento del Derecho aragonés le valió ser nombrado vocal de la Comisión General de Codificación y miembro correspondiente de la Real Academia de Ciencias Morales y Políticas. Publicó, en 1893, Adición á la Memoria «que sobre las instituciones civiles de Aragón presentó al gobierno de S.M. en 1880, con arreglo a lo dispuesto en el Real Decreto de 2 de febrero del propio año el vocal correspondiente de la comisión de codificación y senador vitalicio del Reino D. Luis Franco y López, Barón de Mora: y reformas y adiciones que en uso de la autorización concedida por Real Orden de 16 de octubre de 1889 propuso al proyecto presentado con la misma Memoria, para ser Apéndice primero del Código civil español».
Se inició en la política en 1842 y fue alcalde de la ciudad en seis ocasiones entre 1850 y 1876, presidente de la Diputación, diputado a Cortes en 1858, cuatro veces senador; evolucionó hacia posturas conservadoras hasta alcanzar, en 1891, la jefatura del partido de Cánovas. Ese mismo año fue nombrado senador vitalicio. Abogado de varias sociedades, presidente de la Liga de contribuyentes de Aragón en 1874, consejero y, más tarde, presidente de la Compañía del Ferrocarril a Francia por Canfranc y consejero de la Caja de Ahorros, de la que fue vicepresidente entre 1890-1896. Dos años antes de su muerte publicó Tesoro bíblico. Dios y su divina palabra, «Recopilación ordenada de las verdades y preceptos, consejos y sentencias, que en lo dogmático y moral se contienen en los sagrados libros».

| Predecesor: Francisco Velázquez | Presidente de la Diputación Provincial de Zaragoza 16 de enero de 1874 al 08 de enero de 1875 | Sucesor: Ángel Valero y Algora |